# Offensiva di Vienna
L'offensiva di Vienna fu una battaglia combattuta nella fase finale della seconda guerra mondiale sul Fronte orientale tra l'Armata rossa sovietica e la Wehrmacht tedesca. 
La battaglia, iniziata il 16 marzo 1945 con l'offensiva sovietica a partire dalle posizioni raggiunte in Ungheria dopo la caduta di Budapest, si concluse il 13 aprile 1945 con la vittoria dell'Armata Rossa e la conquista di Vienna da parte dei soldati sovietici del 3º Fronte ucraino del maresciallo Fëdor Tolbuchin, nonostante l'accanita difesa di alcune unità Waffen-SS. Le truppe tedesche, ormai in disgregazione dopo la sconfitta, ripiegarono in rotta verso ovest, mentre le unità dell'Armata Rossa raggiunsero una nuova prestigiosa vittoria di importanza sia strategico-militare sia politica, in relazione ai possibili sviluppi della situazione internazionale dopo l'imminente crollo finale del Terzo Reich. 
La conquista sovietica di Vienna precedette di pochi giorni la battaglia finale di Berlino che ebbe inizio il 16 aprile 1945.

## Premessa
Gli accordi intercorsi tra Alleati ed Unione sovietica a Jalta, nel febbraio del 1945, avevano iniziato a stabilire alcuni indirizzi di fondo circa le sfere di influenza delle potenze vincitrici nell'Europa centro-orientale dopo la fine del conflitto. In quella sede, tuttavia, la questione del posizionamento dell'Austria negli equilibri del mondo post-bellico non venne risolta. Stalin decise così di giocare d'anticipo, avviando un'azione militare che portasse all'occupazione del suolo austriaco; ciò gli avrebbe permesso di poter successivamente rivendicare nelle future trattative politiche con gli Alleati l'appartenenza dell'Austria alla sfera d'influenza sovietica.
Da un punto di vista puramente militare, inoltre, una puntata su Vienna avrebbe consentito ai sovietici di consolidare il settore meridionale del loro dispositivo di attacco, evitando così di scoprire eccessivamente il fianco durante la già progettata offensiva finale su Berlino. L'Armata rossa decise, pertanto, di avviare dapprima l'assalto su Vienna, rimandando per il momento l'avvio delle operazioni contro la capitale del Terzo Reich.
Ad opporsi all'attacco sovietico contro Vienna si trovavano reparti della Wehrmacht già in enorme difficoltà: la città era difesa da elementi della VI Armata corazzata SS del Generale Sepp Dietrich, duramente provati dagli scontri della fallimentare Operazione Frühlingserwachen. Già alla fine di marzo le truppe sovietiche del 3º Fronte ucraino), al comando del Generale Fëdor Tolbuchin, compirono importanti progressi nel loro avvicinamento alla capitale austriaca: superarono rapidamente i fiumi Hron e Nitra, nonché le città di Sopron e Nagykanizsa sul confine tra Austria e Ungheria. Tutto era pronto per l'assalto su Vienna.

## La battaglia
Il piano dell'Alto comando sovietico prevedeva che le truppe del 3º Fronte ucraino avvolgessero Vienna in una classica manovra a tenaglia. Le unità coinvolte in quest'operazione furono:
- 4ª Armata delle guardie
- 9ª Armata delle guardie
- 6ª Armata corazzata delle guardie
- 46ª Armata.

Il 2 aprile fu confermato via radio che Vienna non sarebbe stata dichiarata città aperta: i viennesi dovevano pertanto prepararsi a scontri armati nelle strade. Nello stesso giorno le truppe sovietiche iniziarono il loro attacco verso Vienna marciando da sud: in pochi giorni conquistarono Wiener Neustadt, Eisenstadt, Neunkirchen, Gloggnitz, Baden e Bratislava, minacciando di chiudere rapidamente la morsa attorno alla città.
Quando i sovietici lanciarono la loro offensiva, i gruppi organizzati della resistenza austriaca, guidati da Carl Szokoll, entrarono in azione a supporto degli attaccanti. Essi operarono attivamente nelle retrovie del fronte tedesco, attraverso opere di sabotaggio alle strutture logistiche e di difesa della Wehrmacht. A fronteggiare l'attacco sovietico a Vienna era il II. SS-Panzer-korps, inquadrato nella VI Armata corazzata SS, sotto il comando del Generale Wilhelm Bittrich. Comandante della difesa della città fu nominato il Generale Rudolf von Bünau.
Questa era la dislocazione delle unità tedesche a Vienna al momento dell'attacco: a difesa del Prater era posta la 6. Panzer-Division; la 2. e la 3. SS-Panzer-Division proteggevano il fronte sud; la Führer-Grenadier-Division proteggeva infine il settore nord. Queste unità disponevano di soli 20-25 carri ciascuna, poco più di un decimo dell'organico. La IV e la IX Armata delle guardie sovietica assalirono i sobborghi di Vienna da sud-est. Inizialmente le difese tedesche riuscirono a respingere gli assalti fino al 7 aprile, quando la pressione sovietica divenne insostenibile.
Una volta ottenuto il controllo di importanti posizioni nei sobborghi meridionali della città, la VI Armata corazzata delle guardie e il grosso della IX Armata delle guardie furono lanciate all'assalto della periferia ovest di Vienna. La conquista di questa zona aveva per i sovietici un'importanza tattica assolutamente fondamentale, poiché includeva la principale stazione ferroviaria della città. Già l'8 aprile la stazione ferroviaria cadde in mani sovietiche. Nel frattempo, a nord del Danubio, la XLVI Armata attaccò vittoriosamente le difese tedesche nella periferia nord, chiudendo così l'accerchiamento di Vienna.
Il 9 aprile le truppe sovietiche iniziarono la loro avanzata verso il centro della città; iniziarono così violenti scontri urbani, che si protrassero per alcuni giorni. Nel tentativo di ostacolare le operazioni degli attaccanti, i tedeschi fecero saltare in aria diversi ponti sul Danubio; pertanto l'11 aprile 4ª Armata delle guardie si lanciò all'assalto attraverso i canali del Danubio il XX Corpo d'armata delle guardie e il I Corpo d'armata meccanizzato, con l'obiettivo di conquistare l'importante ponte Reichsbrücke. Il 13 aprile l'80ª Divisione fanteria e la 7ª Divisione aviotrasportata sbarcarono a entrambi i lati del ponte, impedendo ai tedeschi di farlo saltare in aria. La conquista del ponte Reichsbrücke aprì la strada al successo sovietico: Vienna fu infatti conquistata proprio il 13 aprile. Il II. SS-Panzer-korps di Bittrich abbandonò la città proprio quella sera, cercando via di scampo verso occidente.

## Conclusioni

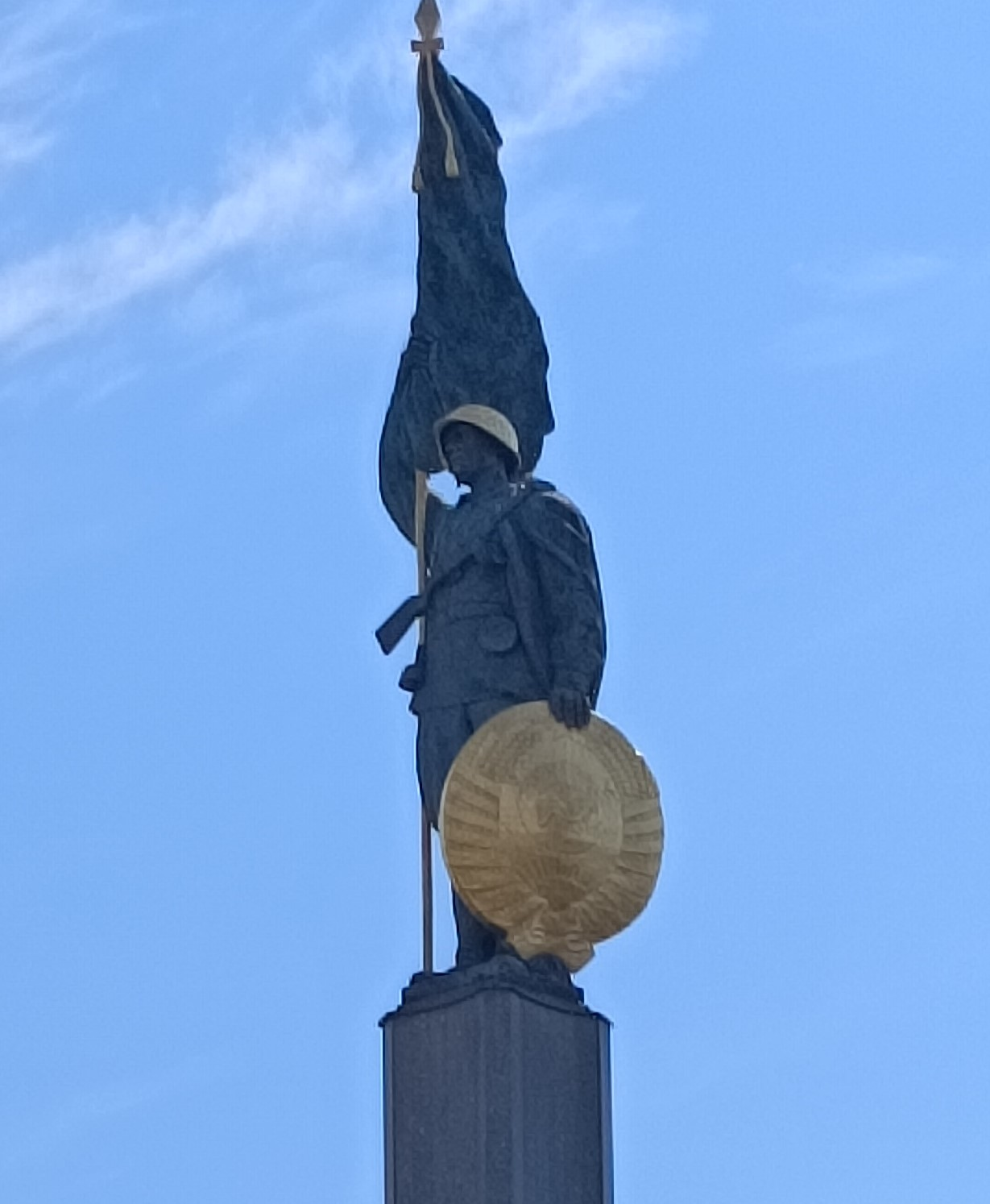
La statua del soldato sovietico collocata in cima alla colonna centrale del Heldendenkmal der Roten Armee a Vienna, edificato in ricordo della vittoria sovietica.

Il 15 aprile 1945 gran parte dell'Austria, oltre alla sua capitale, erano già in mano sovietica. La VI Armata corazzata Waffen SS cercò riparo verso nord, nell'area tra Linz e Vienna, assieme al resto del Gruppo d'armate Ostmark.
Le unità tedesche non avevano alcuna possibilità di resistere alle forze sovietiche, pertanto ben presto cercarono una fuga verso nord, per ricongiungersi con il Gruppo d'armate Centro che difendeva Praga. La XLVI Armata sovietica e la IX Armata delle guardie cercarono così di accerchiare il Gruppo d'armate Ostmark, muovendosi sul suo fianco sinistro.
Buona parte del Gruppo d'armate Ostmark riuscì comunque a resistere all'assalto sovietico e a partecipare alla successiva Offensiva di Praga.
Il prezzo che Vienna pagò per questi giorni di guerra tra le strade fu molto alto: la città fu devastata, con molti dei suoi più importanti monumenti ridotti in macerie. Alla fine degli scontri mancavano acqua, gas ed elettricità, mentre bande di violenti assaltavano e saccheggiavano la popolazione civile inerme. Per cercare di ristabilire l'ordine in Austria, Karl Renner fu incaricato dai sovietici di costituire un governo provvisorio, che come primo atto dichiarò l'uscita del nuovo Stato dal Terzo Reich.
Nello stesso anno in Schwarzenbergplatz venne eretto il Monumento agli Eroi dell'Armata Rossa per commemorare i caduti sovietici durante la battaglia per la capitale austriaca.

## Letteratura
- Manfried Rauchsteiner: The war in Austria 1945. Scritti del Museo di storia militare di Vienna (Istituto di scienze militari), Austria. Bundesverlag, Vienna 1984, ISBN 3-215-01672-9 .
- Wilhelm Weiß: La lotta per Vienna: dal lago Balaton al Danubio. Helios Verlag, Aquisgrana 2013, ISBN 978-3-86933-096-9 .